# 9.° Premios CANACINE
La 9.ª edición de los Premios CANACINE, otorgados por la Cámara Nacional de la Industria Cinematográfica y del Videograma de México, se celebró el 11 de abril del 2013 en el Ex-Hacienda La Constancia Mexicana en la Ciudad de Puebla de Zaragoza en el Estado de Puebla. Fue celebrada en el marco de la XV Convención Nacional Canacine 2013, para reconocer las mejores producciones cinematográficas nacionales durante el 2012. 
Mauricio Barrientos "El dablito" fue el conductor del evento. Natalia Lafourcade fue la encargada de amenizar el evento.
| Predecesor: 8.° edición 2011 | Premios CANACINE 9.° edición 2012 | Sucesor: 10.° edición 2012 |

## Nominados y ganadores
Indica el ganador en cada categoría.
| Categoría                  | Nominados y ganadores                                                               |
| -------------------------- | ----------------------------------------------------------------------------------- |
| Mejor Película             | Colosio: El asesinato                                                               |
| Mejor Película             | Cristiada                                                                           |
| Mejor Película             | Después de Lucía                                                                    |
| Mejor Película             | El sueño de Lú                                                                      |
| Mejor Película             | Hecho en México                                                                     |
| Mejor Película             | La vida precoz y breve de Sabina Rivas                                              |
| Mejor Director             | Carlos Bolado - Colosio: El asesinato                                               |
| Mejor Director             | Michel Franco - Después de Lucía                                                    |
| Mejor Director             | Luis Mandoki - La vida precoz y breve de Sabina Rivas                               |
| Mejor Director             | Carlos Reygadas - Post Tenebras Lux                                                 |
| Mejor Director             | Hari Sama - El sueño de Lú                                                          |
| Mejor Actriz               | Tessa Ia - Después de Lucía                                                         |
| Mejor Actriz               | Kate del Castillo - Colosio: El asesinato                                           |
| Mejor Actriz               | Úrsula Pruneda - El sueño de Lú                                                     |
| Mejor Actriz               | Ana Serradilla - Luna escondida                                                     |
| Mejor Actor                | Daniel Giménez Cacho - Colosio: El asesinato ex-æquo Tenoch Huerta - Días de gracia |
| Mejor Actor                | Joaquín Cosío - La vida precoz y breve de Sabina Rivas                              |
| Mejor Actor                | Roberto Sosa - El fantástico mundo de Juan Orol                                     |
| Mejor Actor                | José María Yazpik - Colosio: El asesinato                                           |
| Mejor Campaña Publicitaria | ¡De panzazo! - Cinépolis                                                            |
| Mejor Campaña Publicitaria | Aquí entre nos - Corazón Films                                                      |
| Mejor Campaña Publicitaria | Cristiada - Fox                                                                     |
| Mejor Campaña Publicitaria | Después de Lucía - Videocine                                                        |
| Mejor Campaña Publicitaria | La vida precoz y breve de Sabina Rivas - Videocine                                  |
| Mejor Campaña Publicitaria | Suave Patria - Videocine                                                            |
| Mejor Canción              | Gimme the Power de Molotov - Gimme the Power                                        |
| Mejor Canción              | Lo que ves es lo que soy de Mane de la Parra - El cielo en tu mirada                |
| Mejor Canción              | Luna Nascosta de Il Volo - Luna escondida                                           |
| Mejor Canción              | Zombilaridad de Varios Intérpretes - El Santos vs la Tetona Mendoza                 |
| Mejor Promesa Femenina     | Tessa Ia - Después de Lucía                                                         |
| Mejor Promesa Femenina     | Nathalia Acevedo por - Post Tenebras Lux                                            |
| Mejor Promesa Femenina     | Karla Souza - Suave patria                                                          |
| Mejor Promesa Masculina    | Kristyan Ferrer - Días de gracia                                                    |
| Mejor Promesa Masculina    | Carlos Alberto Orozco - Adiós mundo cruel                                           |
| Mejor Promesa Masculina    | Gonzalo Vega Jr. - Después de Lucía                                                 |
| Mejor Película Animada     | El Santos vs la Tetona Mendoza                                                      |
| Mejor Película Animada     | Z-Baw: Mejores Amigos                                                               |
| Mejor Película Documental  | Hecho en México                                                                     |
| Mejor Película Documental  | ¡De panzazo!                                                                        |
| Mejor Película Documental  | El lugar más pequeño                                                                |
| Mejor Película Documental  | Gimme the Power                                                                     |
| Mejor Cortometraje         | Ladrón de memorias - Julio Berthely                                                 |
| Mejor Cortometraje         | La Noria - Karla Castañeda                                                          |
| Mejor Cortometraje         | Lucy vs los límites de la voz - Mónica Herrera                                      |
| Mejor Cortometraje         | Para armar un helicóptero - Izabel Acevedo                                          |